# Szuszpilne
A Szuszpilne (ukránul: Суспільне) az Ukrajna nemzeti közszolgálati műsorszolgáltatója, amely 2015. április 8-án indult és 2017. január 19-én jegyezték be az Európai Műsorsugárzók Uniójába. Megújult formájában a társaság három televíziós és rádiós csatornájának szolgáltat tartalmat.

## Története
1995-től a jelenlegi műsorszolgáltató televíziós elődjét Ukrán Nemzeti Televízió Társaságnak (röviden: NTU, ukránul: Національна Телекомпанія України) nevezték. Az Ukrán Rádió elődjének önálló társasága volt egészen addig, amíg az NTU-val egyesült, hogy Ukrajna első közszolgálati műsorszolgáltatója legyen.
A Szovjetunióhoz tartozó Ukrajnában a rádióadások 1924-ben az akkori fővárosban, Harkivban kezdődtek, és 1928-ban indult az országos rádióhálózat létrehozása.
1965-ben megalakult az első országos ukrán televíziós csatorna, az Ukraiinske Telebachennia.

### Szuszpilne
Az Szuszpilne egy nyilvános részvénytársaság, amelynek 100%-a az államé, amely a Persij televíziós csatornát üzemelteti, amely az egyetlen ukrán tévécsatorna, ami Ukrajna területének több mint 97%-át lefedi. Ez az egyetlen állami tulajdonú országos csatorna is. Programjai az ukrán társadalom és a nemzeti kisebbségek minden társadalmi rétegére irányulnak.
Rádiórészlege az Ukrán Rádió az ország legnagyobb rádióhálózata, amely FM-en (24 régió 192 települését fedi le) és AM-en, műholdas és kábelhálózatokon sugároz Ukrajna-szerte, és Ukrajna legnépszerűbb hír- és beszélgetős rádióállomása.
A hálózat kiemelt irányai között szerepel a tájékoztatás, a populáris tudomány, kulturális-, szórakoztató- és sportműsorok közvetítése.
A Persij jelentősen lemarad nézettség tekintetében az összes magántulajdonban lévő rivális csatornától. A Nacionalna Telekompanyija Ukrajini (NTCU) 2009-ben nyilvános televíziós hálózatra változott. A hálózat több csatornából áll, mint például a Pershyi, Kettes csatorna és az Euronews Ukrajna. 2014-ben új törvény született a hálózat kormánytól való függetlenné tételére. Az Ukrán Közszolgálati Műsorszolgáltató társaság 2015-ös létrehozásával az Ukrán Nemzeti Rádiótársaság beolvadt az új társaságba, amelyet hivatalosan 2017. január 19-én jegyeztek be. A műsorszolgáltatót 2019. december 5-én Szuszpilne névre keresztelték, az új márkaidentitást 2022. május 23-án mutatták be.

## Logói

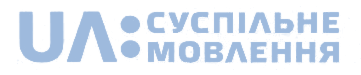
2015 – 2017
2017 – 2020
2020 – 2022
2022 –

## Televíziócsatornák
| Logó | Csatorna neve      | Tematika                      | Indulás dátuma    |
| ---- | ------------------ | ----------------------------- | ----------------- |
|      | Persij             | közérdekű televíziós csatorna | 1951. november 6. |
|      | Szuszpilne Kultura | kulturális programok          | 2002. január 1.   |
|      | Szuszpilne Novini  | hírcsatorna                   | 2019. december 2. |

Érdekesség, hogy a Szuszpilnének 23 különböző névre szóló regionális csatornája van területi egységek szerint. A nézők mindegyik területen ugyanazt látják annyi különbséggel, hogy máshogy van elnevezve egy adott területen a csatorna.
Ezek a csatornák a következőek: 
- Szuszpilne Cserkaszi
- Szuszpilne Csernyihiv
- Szuszpilne Csernyivci
- Szuszpilne Donbasz
- Szuszpilne Dnyipro
- Szuszpilne Harkiv
- Szuszpilne Herszon
- Szuszpilne Hmelnickij
- Szuszpilne Ivano-frankivszk
- Szuszpilne Kijev
- Szuszpilne Kirovohrad
- Szuszpilne Krím
- Szuszpilne Luck
- Szuszpilne Lviv
- Szuszpilne Mikolajiv
- Szuszpilne Odessza
- Szuszpilne Poltava
- Szuszpilne Rivne
- Szuszpilne Szumi
- Szuszpilne Ternopil
- Szuszpilne Ungvár
- Szuszpilne Vinnicja
- Szuszpilne Zaporizzsjai
- Szuszpilne Zsitomir

## Rádiócsatornák
- Ukrán Rádió (UR–2) – az ukrán nyilvános rádió első csatornája. A legnépszerűbb hír- és beszélgetési rádióállomás Ukrajnában. Emellett az ország legnagyobb FM rádióhálózata: 192 település 24 régióban.
- Radio Promin (UR-2) – az ukrán rádió második csatornája. Zene és beszélgetés rádióállomás.
- Radio Kultura (UR-3) – az ukrán rádió harmadik csatornája. Kulturális és oktatási rádió.
- Radio Ukraine International (RUI) – nemzetközi szolgálat orosz, román, angol, ukrán és német nyelven.